# Толорая, Георгий Давидович
Георгий Давидович Толорая (род. 3 апреля 1956, Москва) — российский дипломат, востоковед,  исполнительный директор Национального комитета по исследованию БРИКС (НКИ БРИКС), заведующий Центром российской стратегии в Азии Института экономики Российской академии наук, профессор кафедры востоковедения Московского государственного института международных отношений (У) Министерства иностранных дел Российской Федерации (МГИМО), доктор экономических наук.
Имеет дипломатический ранг чрезвычайного и полномочного посланника.

## Биография
Окончил Московский государственный институт международных отношений МИД СССР, факультет международных экономических отношений (1978).
Защитил кандидатскую диссертацию на тему: «Формирование народнохозяйственного комплекса КНДР и её участие в международном разделении труда» (1984) и докторскую диссертацию «Проблемы становления южнокорейской экономической модели и её трансформации на пороге XXI века» (1993). В 2003 году присвоено учёное звание профессора востоковедения.

### Научная деятельность
Младший научный сотрудник, научный сотрудник ИЭМСС АН СССР (1980—1990), ведущий научный сотрудник-совместитель ИМЭМО АН СССР/РАН (1998—2009), главный научный сотрудник, заведующий сектором стран Восточной Азии ОМЭПИ ИЭ РАН (совместитель с 2007 г).
Преподаватель МГИМО (совм) (1981—1982, 1987—1989, 1998—2003). Гость-исследователь Института Брукинса (Вашингтон, 2007—2008). Профессор кафедры востоковедения МГИМО (У) МИД РФ (совм.) (2011-наст.вр.).
Член Экспертно-консультативного совета ПИР-Центра с 2013 года.

### Служебная карьера
Сотрудник Торгпредства СССР в КНДР (1978‑1980, 1984‑1987). Ответствен. секретарь Сов.-южнокорейск. совета по экон. сотрудничеству Торгово-промышлен. палаты СССР (1990—1991). Зав. отделом Кореи МИД РФ (1991—1993), советник-посланник Посольства РФ в Республике Корея (1993‑1998), зам. директора Первого департамента Азии МИД РФ (1998—2003), Генконсул РФ в Сиднее (Австралия, 2003—2007), руководитель Управления региональных программ фонда «Русский мир» (2008-2019.), эксперт Панели экспертов  санкционного Комитета по КНДР  Совета Безопасности ООН  (2019-2024), Исполнительный директор Национального комитета по исследованию БРИКС (НКИ БРИКС) (2011-наст.вр.) Координатор Российского национального комитета Азиатско-Тихоокеанского совета по безопасности (CSCAP- с 2009 г.). Награждён медалями РФ.
Иностранные языки: английский, корейский, французский.
Сфера научных интересов: экономика и политика государств Корейского полуострова; политика России в Азии, глобальное управление, БРИКС.

## Публикации
Издано более 150 работ (в России, США, Республике Корея, странах Европы, Китае, Японии, Австралии и др) по экономике и политике Северо-Восточной Азии, проблемам Корейского полуострова и проблемам развития стран БРИКС, в том числе: Республика Корея (М. "Мысль 1990); Очерки экономики Республики Корея (совместно с М.Тригубенко, М. «Наука», 1994; Политические системы государств Корейского полуострова (М, МГИМО, 2002) , Неспокойное соседство (М. МГИМО, 2015), У восточного порога России (М., «Дашков и К», 2019), Understanding Contemporary Korea from a Russian Prospective .( Berlin, «Palgrave Macmillan»,, 2022) (совместно с А. Торкуновым, И. Дьячковым)и др.
Член Общества Россия-Корея, редколлегии ряда журналов.